# Новый Ганновер
Но́вый Ганно́вер (англ. New Hanover Island), Лаво́нгай (англ. Lavongai) — остров в Тихом океане. Является территорией государства Папуа — Новая Гвинея. Административно входит в состав провинции Новая Ирландия региона Айлендс.

## География
Остров Новый Ганновер представляет собой достаточно большой остров в составе архипелага Бисмарка, омываемый водами Тихого океана и моря Бисмарка. Остров находится у северо-западного края Новой Ирландии, от которой отделён проливом с несколькими небольшими островами. Ближайший материк, Австралия, находится примерно в 1250 км.
Площадь Нового Ганновера составляет 1227,1 км². По форме имеет овальную форму. Максимальная длина достигает 58 км, а ширина — 31 км. Высшая точка Нового Ганновера достигает 957 м. С точки зрения геологии, остров имеет вулканическое происхождение.
Климат на Новом Ганновере тропический. Подвержен разрушительному воздействию землетрясений.

## История
Европейскими первооткрывателями острова являются голландские путешественники Виллем Схаутен и Якоб Лемер, открывшие его в 1616 году. В 1767 году Новый Ганновер был изучен британским мореплавателем Филипом Картеретом, которые впервые обозначил его в качестве самостоятельного острова и дал ему современное название.
В 1884 году остров стал частью германского протектората в Океании, а в 1914 году он был оккупирован австралийцами. С 1921 года остров находился в управлении Австралии в качестве мандата Лиги наций, а после Второй мировой войны — ООН. С 1975 года Новый Ганновер является частью независимого государства Папуа — Новая Гвинея.